# Rohal Rohal (gmina)
Rohal Rohal – gmina (khum) w północno-zachodniej Kambodży, we wschodniej części prowincji Bântéay Méanchey, w dystrykcie Preăh Nét Preăh.

## Miejscowości
Na obszarze gminy położonych jest 10 miejscowości:
- Sala Chheh
- Chak
- Tep Kaosa
- Snay
- Anlong Thmei
- Popel
- Paoy Svay
- Ruessei
- Prey Moan
- Stueng Kambot